# Giuseppe Ghedina
Giuseppe Ghedina (ur. 25 października 1898 w Cortinie d’Ampezzo, zm. 27 września 1986 tamże) – włoski biegacz narciarski, olimpijczyk.

## Występy na IO
| Rok  | Igrzyska Olimpijskie | Konkurencja               | Miejsce |
| 1924 | Chamonix             | Biegi narciarskie – 50 km | 10.     |